# Safien
Safien és un municipi del cantó dels Grisons (Suïssa), situat al districte de Surselva.

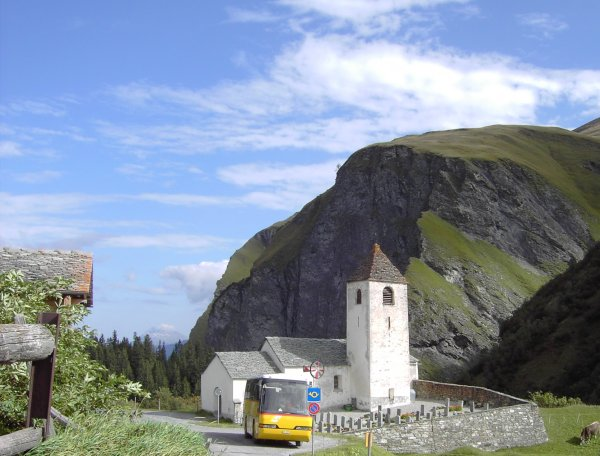
Església